# 나노티라누스
나노티라누스(라틴어: Nanotyrannus)는 백악기 후기에 살았던 티라노사우루스과의 공룡이다. 명칭의 의미는 ‘난쟁이 폭군’, 또는 ‘작은 폭군’으로, 몸길이 4~5m, 몸무게 1t에 이른다. 티라노사우루스의 어린 개체인지 개별적인 종인지 논란이 많다.

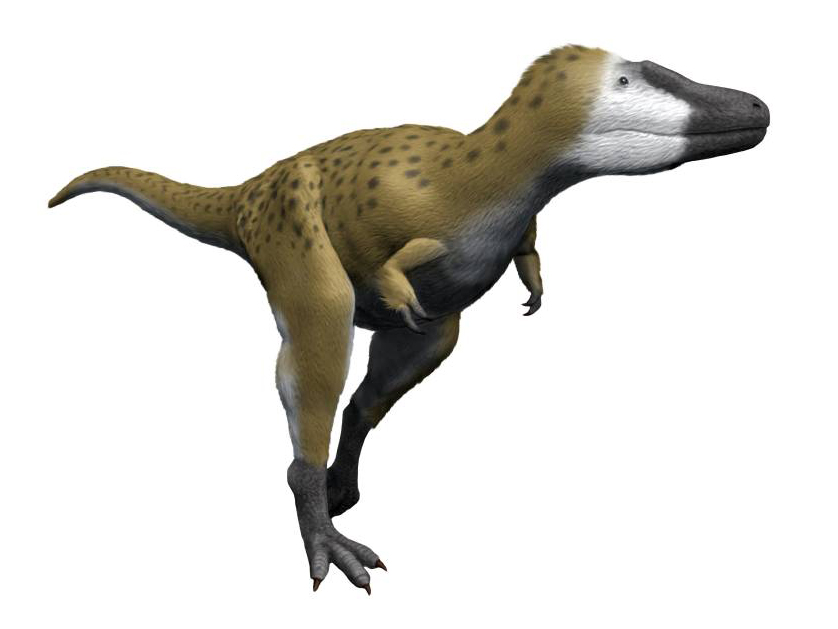
나노티라누스의 그림